# The Queers
The Queers — американская панк-рок и поп-панк группа, образованная в конце 1981 года в Портсмуте, Нью-Гемпшир родине Джо Кинга, Скотта Гильдерслива, и Джека Хейса. В 1984 году группа распалась, но возродилась в новом составе в 1986 году. В 1990 году группа подписала контракт с Shakin’ Street Records и выпустила свой дебютный альбом под названием Grow Up. Альбом принес им известность в пределах Новой Англии. Следующий альбом группы Love Songs for the Retarded был выпущен в 1993 году под лейблом Lookout! Records. В 2006 году, выпустив шесть альбомов на Lookout! Records, группа разорвала контракт со студией, сославшись на невыплату денег. В том же году они подписали контракт с Asian Man Records.
Группа известна своими кавер-версиями песен таких групп, как The Beach Boys, Ramones (включая полную кавер-версию альбома Rocket to Russia, выпущенную под тем же названием) и многих других. Кавер-версия композиции «Wipe Out» была использована в мультфильме «Лови волну!»

## Участники группы
- Джо Король a.k.a. Джо Квир (Joe King a.k.a. Joe Queer) — гитара, вокал (1981—1984, 1986, 1990-по настоящее время)
- Опасный Дэйв (Dangerous Dave) — бас-гитара, бэк-вокал (1998—2002, 2007-по настоящее время)
- Ларч Никто (Lurch Nobody) — ударные, бэк-вокал (2000—2001, 2006-по настоящее время)

## Дискография
Студийные альбомы
- 1990 — Grow Up
- 1993 — Love Songs for the Retarded[англ.]
- 1994 — Beat Off[англ.]
- 1994 — Rocket to Russia[англ.]
- 1995 — Move Back Home[англ.]
- 1996 — Don’t Back Down[англ.]
- 1998 — Punk Rock Confidential[англ.]
- 2000 — Beyond the Valley...[англ.]
- 2002 — Pleasant Screams[англ.]
- 2007 — Munki Brain[англ.]
- 2010 — Back to the Basement[англ.]